# Forn gòtic (Sant Mateu)
El Forn Gòtic, també conegut com a Forn medieval, és un edifici construït en el segle xv. Està situat al carrer Historiador Betí, 13, del municipi de Sant Mateu a la comarca El Baix Maestrat pertanyent a la Comunitat Valenciana. Està catalogat com Bé de Rellevància Local, amb número d'anotació 12.03.100-011, segons la Disposició Addicional Cinquena de la Llei 5/2007, de 9 de febrer, de la Generalitat, de modificació de la Llei 4/1998, d'11 de juny, del Patrimoni Cultural Valencià (DOCV Núm. 5.449 / 13/02/2007).

## Història
Els establiments de forns va ser concedit a la ciutat per Fra Alberto de Thous l'any 1386, a altres fonts es dona la data de 1308. L'edifici que presenta una planta rectangular amb la coberta realitzada en teula aràbiga de dos aiguavessos està construït amb maçoneria i arcs dovellats, en el seu interior es troben arcs de diafragma i a la part del fons és on hi ha la volta del forn.